# The Covenant, the Sword, and the Arm of the Lord
El Pacto, la Espada, y el Brazo del Señor (CSA) fue una organización terrorista de extrema derecha, adheridos a la  identidad cristiana y preparacionismo siendo activo en los Estados Unidos, a principios de los 70´s hasta mediados de los 80´s. El CSA desarrolló una congregación Bautista, la cual llamó Iglesia Comunitaria Zarephath-Horeb, fundado en 1971 en la comunidad pequeña de Elijah en el estado sureño de Misuri, teniendo una extensión de 204 acres. Con el tiempo, la comuna Zarephath-Horeb evolucionó a una organización paramilitar bien organizada y autonombrada CSA. El grupo operó un compuesto grande en el norte de Arkansas llamó "la Granja". En abril de 1985, agentes de aplicación de la ley que investigan el grupo para atentados de armas y los actos terroristas llevaron a cabo un asedio contra el compuesto. Después de una resolución pacífica, los agentes fueron arrestados y más tarde condenaron a los dirigentes del CSA , terminando por disolver la organización.

## Liderazgo
El fundador del CSA fue James Ellison quien fue encarcelado en la prisión federal junto con su "sacerdote superior" Kerry Noble. Robert G. Millar Devenía uno de Ellison  asesores espirituales, y era también el fundador de la comuna de Elohim. Ellison fue mencionado por Richard Girnt Butler, fundador del Nación Aria y Robert E. Miles, fundador de la Iglesia de la Montaña de Cohoctah, Míchigan. (ambos dirigentes de grupos de extrema derecha y practicantes de la teología del movimiento de la identidad cristiana). Ellison Tuvo lazos cercanos al Ku Klux Klan y la Nación Aria, en un campamento en Hayden Lake, Idaho, y dirigido por Richard Girnt Butler, quién fue descrito como "el pegamento del movimiento nación aria en el Noroeste, si no el país" por el supervisor de la Fuerza de Tarea Conjunta contra el Terrorismo en el Interior Noreste Miles tuvo un ministerio en prisión y un diario, relacionando mayoritariamente a los grupos de supremacistas violentos como Hermandad Aria. Después de que Ellison fue liberado de prisión, se mudó a la comuna de Elohim donde se casó con su nieta.
El Consejo Mayores de la CSA era profundamente influida y dirigidas por nueve militantes externos que enseñaban el camino espiritual y la dirección de las actividades militares de la CSA, siendo Jim Ellison, Kerry Noble, y William Wade los únicos miembros conocidos de la cúpula.

### Miembros
En junio de 1982, el CSA tenía estimado 90 a 120 miembros, constando de hombres, mujeres, y niños. En abril de 1984, el número de miembros se había reducido a menos de 70.
Algunos miembros relevantes del CSA incluyen a
- James Rolston[8]
- Steven Scott (supuesto)[9][10]
- William "Bill" Thomas[11][12]
- Mitchell L. Rolston (supuesto miembro)[13]
- Leonard Ginter[14]
- Richard Wayne Snell (supuesto miembro)
- Arthur Russell[15]
- Timothy Wayne Russell[16]
- Rudy Loewen
- David Giles
- Frank Kumnick (supuesto miembro)[17]
- Randall Rader (exmiembro)[18]
- Ardie McBrearty (exmiembro)
- Andrew "Andy" Barnhill[19]

## Propósito
El CSA fue una organización que creía en el día del juicio final era inminente y consiguieron crear la comuna de Elijah, creado por sus propios miembros. Ellos fueron entrenados en operaciones paramilitares, además de tener creencias relacionadas al supremacismo blanco, cristiano y al antisemitismo. Como otros grupos antisemitas ellos creían en conspiraciones sionistas, refiriéndose al Gobierno federal de los Estados Unidos como "Z.O.G.", (acrónimo de Gobierno de Ocupación Sionista). El líder militar usó el nombre de Randall Rader durante su estancia al CSA, dejó el grupo en una grieta con Ellison y se unió al grupo recién formado llamado La Orden en Idaho. El CSA inicialmente profesaba la creencia de que el gobierno de los Estados Unidos se disolvería debido a su corrupción, mientras que The Order abogaba por la revolución. En julio de 1983 el grupo saco su manifiesto A.T.T.A.C.K. (Aryan Tactical Treaty for the Advancement of Christ’s Kingdom) (Tratado Táctico Ario para el Avance del Reino de Dios, en español, creando con el acrónimo de esta la palabra Ataque en inglés) donde le declaraba la guerra al estado, siendo una Segunda Revolución Estadounidense.

## Actividades
Los miembros CSA monitorearon las casas de sus objetivos, practicaron asesinatos simulados de estos objetivos con rifles de alcance y practicaron ataques en una instalación de entrenamiento residencial simulada conocida como Silhouette City. El complejo del CSA tenía placas indicadoras de 100, 200 y 300 yardas (270 m) clavadas en los árboles para permitir a los defensores ajustar su vista en consecuencia para atacar. El punto central de reunión en caso de un ataque era una barraca de hormigón que albergaba las radios de comunicaciones al lado de la torre de 29 metros (95 pies), construida para resistir un asedio. El perímetro del complejo tenía bunkers incorporados para uno a tres hombres, y cada uno estaba numerado como un puesto y asignado a los individuos como un área de responsabilidad. Los militantes portaban rifles Ruger Mini-14 y 10/22 calibre .223 Remington, organizados en células de cuatro sujetos, uno portando un rifle Heckler y Koch Modelo 91 en calibre .308, modificadas capaz de disparar disparos individuales o totalmente automático.
El equipo "Elite A" usaba ropa negra y algunas armas bastante sofisticadas, como la pistola de objetivo Ruger calibre .22 equipada con un silenciador integral y varias ametralladoras MAC 10 en 9 mm y .45 ACP, también con supresores conectados. Estos hombres entrenaron en los aspectos encubiertos de la acción militar y fueron el núcleo de la iniciativa de defensa. La Oficina de Alcohol, Tabaco, Armas de Fuego y Explosivos (ATF) luego determinó que la CSA había obtenido 155 Krugerrands, un cohete antitanque ligero vivo, 94 armas largas, 30 pistolas, 35 escopetas recortadas y ametralladoras, una ametralladora pesada, y una cantidad de explosivo C-4.
Dentro de "Silhouette City", la CSA también llevó a cabo un programa de estilo campo de entrenamiento en un programa llamado "End Time Overcomer Survival Training School" (Escuela de Entrenamiento para el advenimiento del fin de los tiempos) conducidos por el militante supremacista Randall Rader, donde enseñaba  el uso básico de pistolas y rifles, así como la defensa personal en el hogar, la guerra rural y urbana, el dominio de las armas, el campo militar general, técnicas de defensa personal y la supervivencia natural en el desierto. Aquí, el grupo entrenó a aproximadamente 1,500 adherentes de identidad cristiana con ideas afines en técnicas de combate y ejercicios paramilitares. Al completar este entrenamiento, un militante recién entrenado se iría para unirse o comenzar otros grupos de milicias similares.
En 1983, los miembros del CSA William Thomas acompañando Richard Wayne Snell y Steven Scott intentaron dinamitar un gaseoducto de gas natural que tenía su trayecto desde el Golfo de México hasta Chicago. Este evento se realizó como parte del grupo "A.T.T.A.C.K." operaciones Según Kerry Noble, el grupo predijo que esto provocaría disturbios (debido a que era en invierno). Sin embargo, el trío no logró llevar a ataque terrorista. La CSA tenía vínculos con otras organizaciones radicales, incluidas la Hermandad Aria, la Iglesia de la Montaña y La Orden, organizaciones peligrosas de supremacístas que abogaban por el derrocamiento violento del gobierno de los Estados Unidos. Muchos de sus miembros fueron vistos viajando dentro y fuera del complejo, y después de una búsqueda en el complejo, se recuperaron varios vehículos robados, incluido uno perteneciente a la Orden. Según un informe realizado por el Departamento de Justicia de California, el Pagans Motorcycle Club proporcionó a la CSA capacitación en dispositivos explosivos-trampa y técnicas de supervivencia a cambio de armas y municiones.
El grupo comenzó a ir a declive después de que Snell, un supuesto miembro, fuera arrestado por matar a un oficial de policía afroamericano. Más tarde, Snell fue atado al asesinato del dueño de una tienda de armas en 1981, obteniendo y usando la misma arma, cuyo número de serie había sido eliminado por el armador de CSA, Kent Yates. Yates fue arrestado el viernes 13 de julio de 1984 por una orden de arresto pendiente de Nuevo México por violaciones de armas de fuego en Farmington. Más tarde también fue acusado y condenado por fabricación y modificación de armas para la CSA. Después del incidente con Snell, el FBI comenzó a buscar formas de infiltrarse en el complejo CSA y detener a la organización que se consideró peligrosa. Sus agentes obtuvieron órdenes de arresto bajo la ley estatal de Arkansas para arrestar a Ellison, el líder de la CSA, por múltiples violaciones de armas de fuego. (El FBI luego afirmó que en todo momento tenía un "hombre interno" en la CSA).

### Asedio y Cargos
El 16 de abril de 1985 el FBI obtuvo una orden de allanamiento para el compuesto CSA. El 19 de abril de 1985, el FBI y el ATF, comandado por el equipo de rescate de rehenes, posicionando a 300 agentes a los alrededores de Elijah, manteniendo la operación en secreto absoluto, sin embargo agentes del FBI y ATF tomaron ventaja del punto Pontiac (un destino común para los pescadores al pretender ser pescadores y registrarse en diferentes moteles cerca de los diferentes destinos de pesca). Más tarde el complejo del CSA fue rodeado por las fuerzas federales, colocando a algunos de sus agentes en botes de pesca para sellar el área junto al lago del complejo. Allí esperaron, hasta unas pocas horas después, cuando dos guardias salieron del complejo. Parecían desconocer la presencia de los oficiales y caminaron hacia un refugio de francotiradores hasta que un oficial gritó órdenes de regresar al complejo, con lo cual los guardias cumplieron.
Más tarde, un individuo no identificado salió del complejo y habló con los agentes federales e informó a Ellison que los agentes del FBI estaban afuera y dispuestos a negociar su rendición y el vaciado del complejo. Los agentes esperaban que la operación se resolviera de manera pacífica y él pidiendo al consejero espiritual, que se suponía que era Millar, viniera al complejo para negociar. El individuo fue llevado al área y parecía ansioso por convencer a Ellison para que se retirara. Permitieron que el individuo ingresara al complejo, y el FBI le indicó que llamara cada 30 minutos para informar cómo iban las negociaciones. El Fiscal de los Estados Unidos Asa Hutchinson, que luego procesó con éxito a Ellison y los demás líderes de la CSA, entrando al complejo (con un chaleco antibalas) para unirse a las negociaciones, lo que llevó a una conclusión pacífica del enfrentamiento armado.
Ellison y la mayoría de sus líderes fueron acusados en un tribunal federal de posesión ilegal de armas y crimen organizado. En septiembre de 2015, Ellison, Kerry Noble y otros cuatro miembros de CSA (Gary Stone, Timothy Russell, Rudy Loewen y David Giles) fueron condenados a largos períodos de prisión federal, algunos declarándose culpable declarándose culpable de un cargo de conspiración para fabricar y transferir silenciadores automáticos de armas, enfrendandose Ellison a la pena máxima de 20 años de prisión después de ser declarado culpable de cargos federales de crimen organizado y armas.
Richard Wayne Snell, el hombre que disparó y mató al oficial de policía y al dueño de una casa de empeño, fue sentenciado a muerte por inyección letal, que se llevó a cabo el 19 de abril de 1995, el mismo día del atentado de Oklahoma City.

## Posibles vínculos con el atentado de Oklahoma City
Hay varios reclamos de que el bombardeo de 1995 en la Ciudad de Oklahoma en el Edificio Federal Alfred P. Murrah estuvo vinculado a las enseñanzas del "Nuevo Día" de la Ciudad de Elohim. Sin embargo, no se han establecido pruebas. La ciudad de Elohim se reunió para reunir a los "profetas del nuevo día". El líder Robert G. Millar se imaginó a sí mismo como el "Pastor de pastores" que viajaba a numerosas sociedades alternativas, muchas de las cuales eran y siguen siendo comunas. Su ambición era unir a estas organizaciones clandestinas.
Timothy McVeigh fue condenado y ejecutado por perpetrar el atentado de Oklahoma City, no tenía asociación con la CSA y acababa de alistarse en el Ejército de los EE. UU cuando el complejo de la CSA fue asediado y desmantelado. El bombardeo de la ciudad de Oklahoma ocurrió exactamente en el décimo aniversario del inicio del asedio del complejo CSA en 1985. Otros militantes relacionados o inspirados por el grupos fueron arrestados por participar en tentativas de atentados.

## Aparición posterior en medios decomunicación
En 2013, Kerry Noble apareció en un programa de Investigation Discovery en el programa persuasiones peligrosas (Persuasiones Peligrosas) que hablan sobre su tiempo con el grupo. Además apareció en el programa The FBI files, (perteneciente a la sexta temporada), revela los detalles de la investigación federal al grupo, el 1985 asedio, y las consecuencias. El episodio originalmente aireó 10 de diciembre de 2002. Sea también entrevistado para un episodio de Brainwashed (cerebro lavado en español) en la Slice Network en Canadá y hablado su tiempo con el CSA.